# Nazareno Funez
Nazareno Fúnez (Rosario, 6 febbraio 2001) è un calciatore argentino, attaccante del Central Córdoba (SdE).

## Carriera
Cresciuto nel settore giovanile del Newell's Old Boys, debutta in prima squadra il 21 novembre 2021 in occasione dell'incontro Primera División perso 3-1 contro l'Arsenal Sarandí.
Nel giugno 2023 è stato ceduto in prestito all'Atlético Rafaela, militante in Primera B Nacional, fino alla metà del 2024.
Nel giugno 2024 è stato nuovamente ceduto in prestito, questa volta al San Martín de San Juan, sempre in Primera B Nacional. Nel mese di novembre è stato sottoposto a un intervento chirurgico per appendicite acuta, concludendo la stagione in anticipo.

## Statistiche

### Presenze e reti nei club
Statistiche aggiornate al 2 maggio 2025.
| Stagione                 | Squadra                  | Campionato               | Campionato | Campionato | Coppe nazionali | Coppe nazionali | Coppe nazionali | Coppe continentali | Coppe continentali | Coppe continentali | Altre coppe | Altre coppe | Altre coppe | Totale | Totale |
| Stagione                 | Squadra                  | Comp                     | Pres       | Reti       | Comp            | Pres            | Reti            | Comp               | Pres               | Reti               | Comp        | Pres        | Reti        | Pres   | Reti   |
| ------------------------ | ------------------------ | ------------------------ | ---------- | ---------- | --------------- | --------------- | --------------- | ------------------ | ------------------ | ------------------ | ----------- | ----------- | ----------- | ------ | ------ |
| 2021                     | Newell's Old Boys        | PD                       | 5          | 0          | CA+CdL          | 0               | 0               | -                  | -                  | -                  | -           | -           | -           | 5      | 0      |
| 2022                     | Newell's Old Boys        | PD                       | 9          | 0          | CA+CdL          | 2+7             | 0+1             | -                  | -                  | -                  | -           | -           | -           | 18     | 1      |
| gen.-giu. 2023           | Newell's Old Boys        | PD                       | 2          | 0          | CA+CdL          | 0               | 0               | -                  | -                  | -                  | -           | -           | -           | 2      | 0      |
| giu.-dic. 2023           | Atlético Rafaela         | PBN                      | 18         | 5          | -               | -               | -               | -                  | -                  | -                  | -           | -           | -           | 18     | 5      |
| gen.-giu. 2024           | Atlético Rafaela         | PBN                      | 19         | 4          | CA              | 1               | 0               | -                  | -                  | -                  | -           | -           | -           | 20     | 4      |
| Totale Atlético Rafaela  | Totale Atlético Rafaela  | Totale Atlético Rafaela  | 37         | 9          |                 | 1               | 0               |                    | -                  | -                  |             | -           | -           | 38     | 9      |
| giu.-dic. 2024           | San Martín (SJ)          | PBN                      | 20         | 10         | CA              | 0               | 0               | -                  | -                  | -                  | -           | -           | -           | 20     | 10     |
| gen.-mar. 2025           | Newell's Old Boys        | PD                       | 7          | 0          | CA              | 0               | 0               | -                  | -                  | -                  | -           | -           | -           | 7      | 0      |
| Totale Newell's Old Boys | Totale Newell's Old Boys | Totale Newell's Old Boys | 23         | 0          |                 | 9               | 1               |                    | -                  | -                  |             | -           | -           | 32     | 1      |
| mar.-dic. 2025           | Central Córdoba (SdE)    | PD                       | 6          | 0          | CA              | 0               | 0               | CL                 | 1                  | 0                  | SA          | -           | -           | 7      | 0      |
| Totale carriera          | Totale carriera          | Totale carriera          | 86         | 19         |                 | 10              | 1               |                    | 1                  | 0                  |             | -           | -           | 97     | 20     |